# Grande Chine

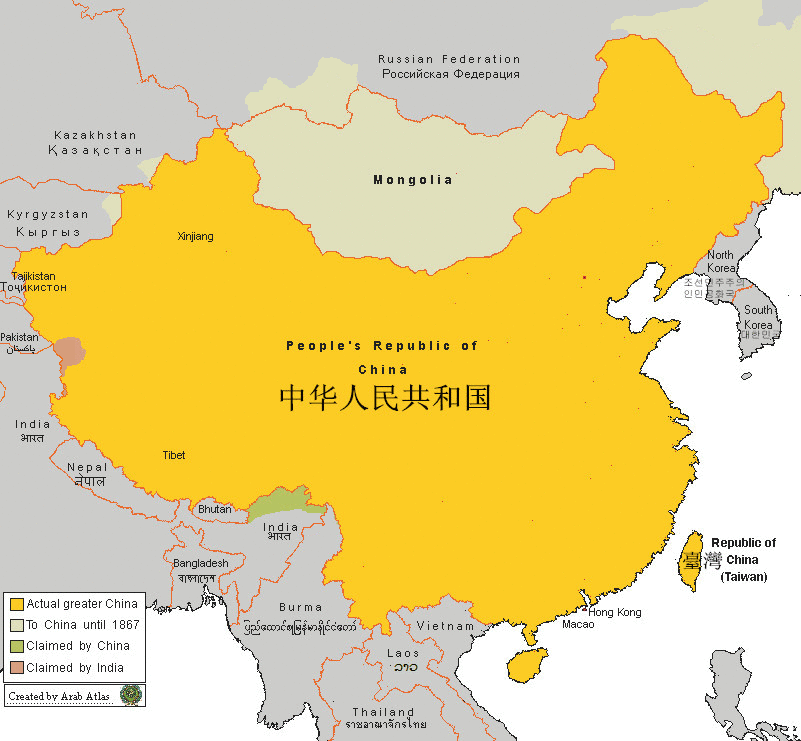
La « Grande Chine » :
La république populaire de Chine et la république de Chine ;
Autres territoires ayant fait partie de la Chine impériale ;
Territoire annexé en 1962 mais revendiqué par l'Inde ;
Revendication chinoise de l'Arunachal Pradesh en Inde, tibétain jusqu'en 1914 ;
Revendication chinoise (et occupation partielle) des archipels Paracels et Spratleys en mer de Chine méridionale.

La « Grande Chine » selon les revendications historiques de la république de Chine : en vert clair la Chine continentale et en vert foncé Taïwan.

La « Grande Chine » (chinois simplifié : 大中华地区, chinois traditionnel : 大中華地區, pinyin : Dà Zhōnghuá Dìqū; Anglais : Greater China) est un concept pouvant englober : 
1. L'ensemble des territoires peuplés de Chinois et ayant historiquement fait partie de la Chine impériale : la république populaire de Chine (Chine continentale, Hong Kong et Macao) et la république de Chine (Taïwan et les îles voisines).
2. L'ensemble des territoires ayant fait partie de la Chine impériale : la Mongolie, le Tannou-Touva, la Mandchourie russe, l'Arunachal Pradesh et le Tonkin.
3. Les archipels Paracels et Spratleys en mer de Chine méridionale.
4. La diaspora chinoise à travers le monde (y compris par exemple à Singapour)[1].